# Carmelo Mendola
Carmelo Mendola (Catania, 1895 – Catania, 1976) è stato uno scultore italiano.

## Biografia

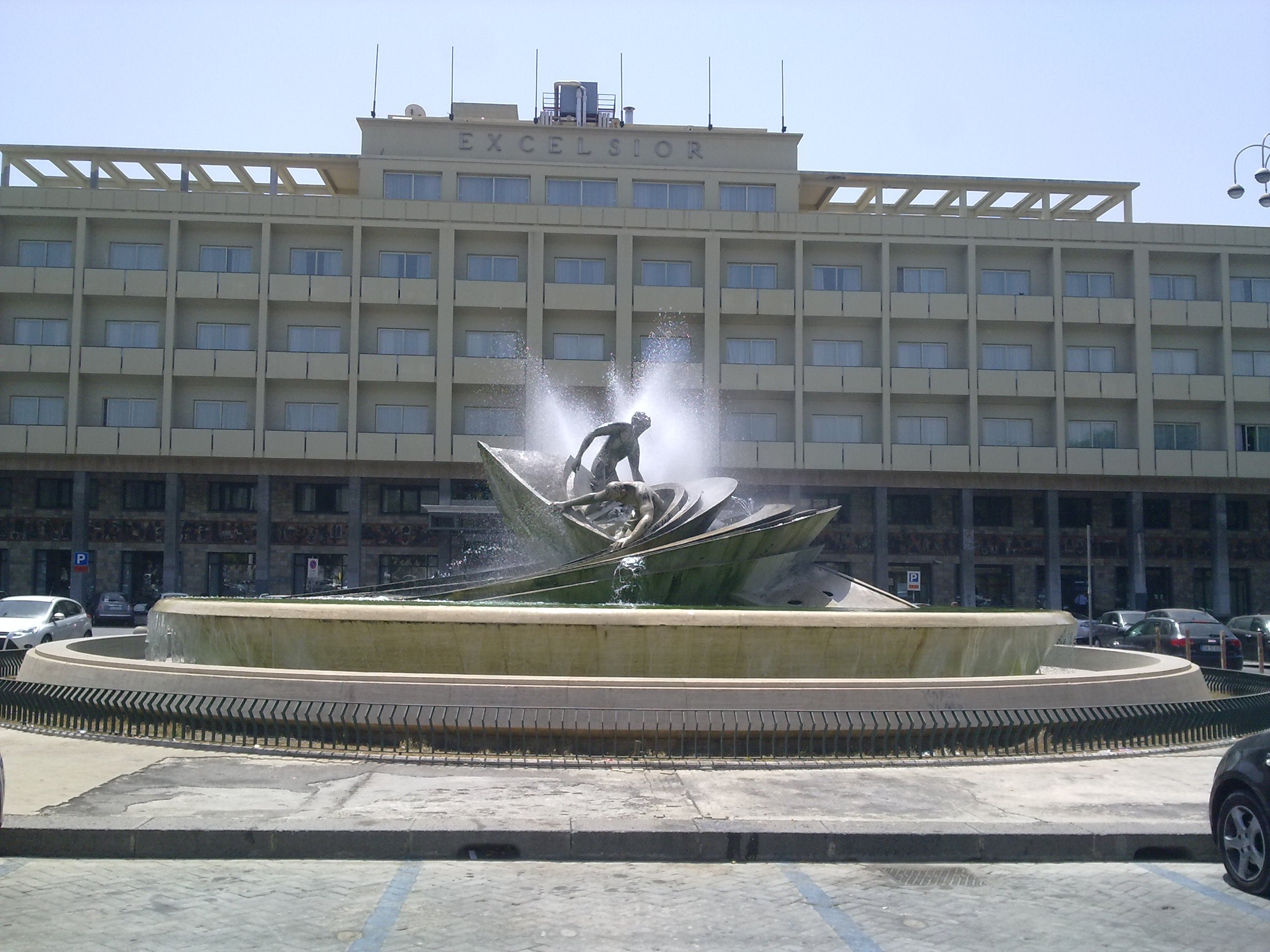
Catania, Piazza Verga, Fontana dei Malavoglia, il capolavoro di Mendola.

Compiuti gli studi a carattere commerciale iniziò a commerciare in legname da costruzione raggiungendo anche una dimensione di azienda importante nel settore. Soltanto in età matura, verso i quarant'anni, iniziò a scolpire da autodidatta lavorando il marmo ma usando anche la cera e l'argilla e realizzando poi statue in bronzo. Iniziò a partecipare ad alcune importanti rassegne nazionali quali la Biennale di Venezia, nel 1956, e la Quadriennale di Roma, nel 1951, 1955, 1959 senza peraltro essere ben accolto dalla critica per la sua figura di dilettante e di scultore a tempo perso. Decise allora di abbandonare la sua attività commerciale e di dedicarsi completamente alla sua arte.
Nel 1956 partecipò al concorso di idee bandito, dal Comune di Catania, per un bozzetto sulla fontana a Giovanni Verga ed in particolare alla sua opera più famosa I Malavoglia, che doveva essere inserita nella nascente omonima piazza. Il concorso andò per le lunghe ma venne poi vinto dal Mendola che si apprestò quindi a realizzare la fontana in bronzo. Ebbe giusto il tempo di vedere realizzato il suo capolavoro, che venne inaugurato il 25 ottobre del 1975, e soltanto quattro mesi dopo morì per un ictus cerebrale.